# Pittsburgh Bankers

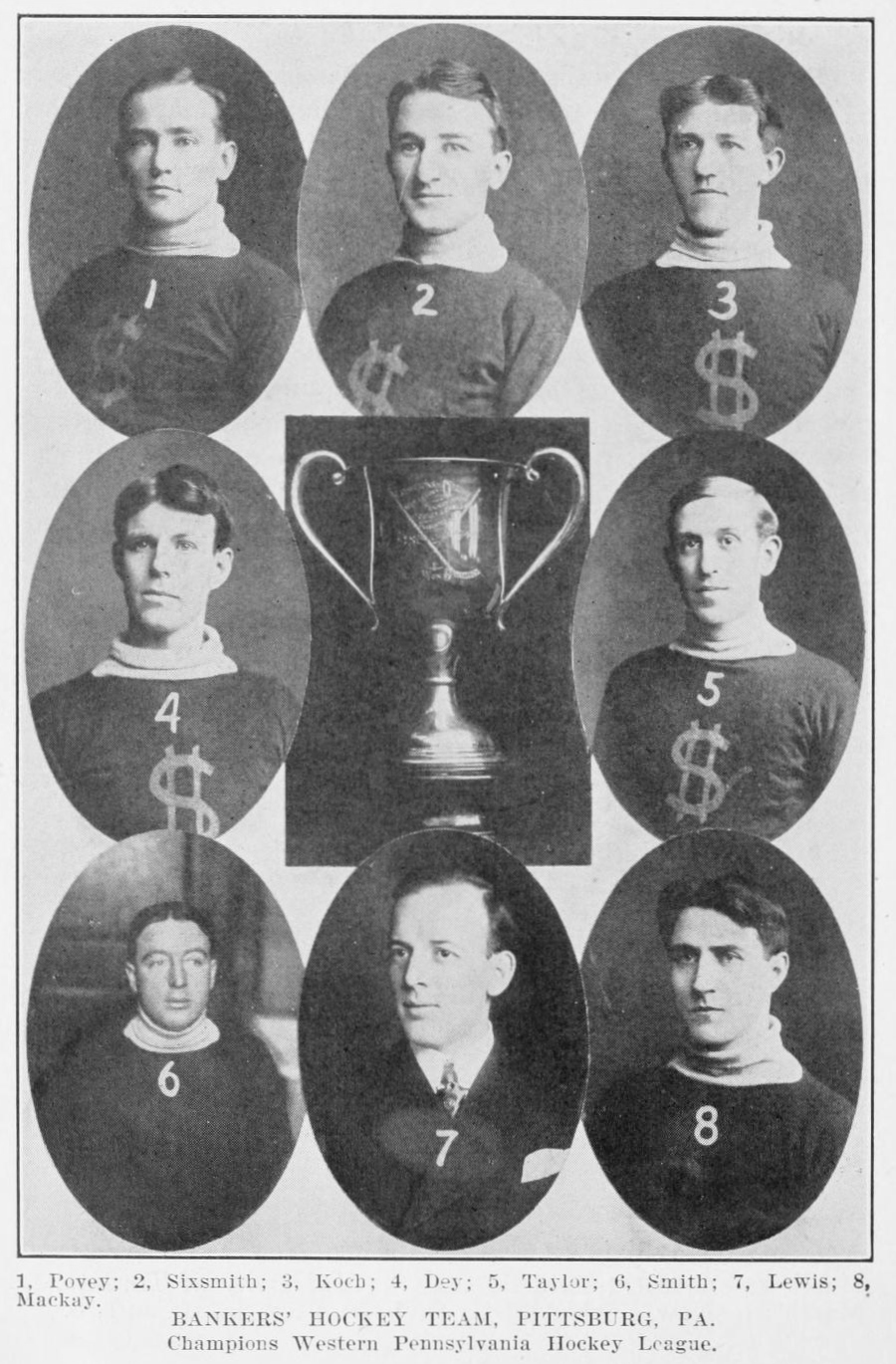
Pittsburgh Bankers säsongen 1907–08. Från 1 till 8: Fred Povey, Arthur Sixsmith, Angus "Dutch" Koch, Edgar Dey, Dunc Taylor, Harry Smith, Lewis, Jim MacKay.

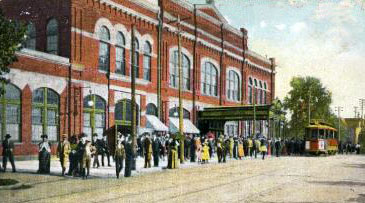
Lagets arena Duquesne Gardens.

Pittsburgh Bankers var ett amerikanskt ishockeylag från Pittsburgh, Pennsylvania som spelade i den semiprofessionella ligan Western Pennsylvania Hockey League (WPHL) under sju säsonger åren 1899–1904 samt 1907–1909. Bankers, med ett dubbelstreckat dollartecken som klubbmärke, spelade sina hemmamatcher i arenan Duquesne Gardens och vann WPHL vid tre tillfällen, säsongerna 1902–1903, 1907–1908 och 1908–1909.

## Spelartransaktioner
I januari 1908 var Pittsburgh Bankers involverade i en av de första bytesaffärerna med professionella ishockeyspelare inblandade då laget bytte bort anfallsspelaren Bert Bennett och målvakten Joseph Donnelly till ligakonkurrenten Pittsburgh Pirates i utbyte mot anfallsspelarna Edgar Dey och Dunc Taylor samt målvakten Jim MacKay. Orsaken till bytesaffären ska ha varit att Pirates spelare och ledare inte drog helt jämnt med varandra. Tidigare under säsongen hade Bankers även gjort en spelaraffär med Pittsburgh Lyceum då Angus "Dutch" Koch och Harry Burgoyne bytte klubbar med varandra.

## Spelare
Flera namnkunniga spelare representerade Pittsburgh Bankers i WPHL, bland dem Hod Stuart, Lorne Campbell, Arthur Sixsmith, Skene Ronan samt brödratrion Alf, Harry och Tommy Smith.